# E.ON Energie Deutschland
Die E.ON Energie Deutschland GmbH (EDG) mit Sitz in München ist eine 100-prozentige Tochter der E.ON SE (Essen). E.ON Energie Deutschland ist die Dachgesellschaft des E.ON Vertriebs in Deutschland.

## Geschichte
Das Unternehmen entstand in den Jahren 2013 und 2014 infolge der Umstrukturierung des deutschen E.ON Vertriebsgeschäfts. Im Jahr 2013 wurde das Geschäft der E.ON Vertrieb Deutschland GmbH, der E.ON Hanse Vertrieb GmbH, der E.ON Avacon Vertrieb GmbH, der E.ON edis Vertrieb GmbH sowie der E.ON Westfalen Weser Vertrieb GmbH auf die E.ON Energie Deutschland GmbH übertragen. Im Jahr 2014 wurden die E.ON Mitte Vertrieb GmbH und die Stadtwerke Ahrensburg GmbH in das Unternehmen integriert.

## Beteiligungen
Seit Februar 2007 ist das Unternehmen mit der Discounttochter E wie einfach am Markt vertreten. Seit Dezember 2020 besteht ein Beherrschungsvertrag mit dem zweiten Stromdiscounter Eprimo. Eprimo war vorher Teil von RWE bzw. Innogy.
Zur E.ON Energie Deutschland GmbH gehören außerdem die E.ON Energie Dialog GmbH, die E.ON Dialog S.R.L. (Rumänien) sowie die E.ON Energie Österreich GmbH, die den Vertrieb in Österreich verantwortet. Für das Geschäftsfeld Elektromobilität ist die E.ON Drive GmbH zuständig.

## Strombeschaffung und -absatz

### 2020
Die Gesellschaft bezog im Jahre 2020 elektrische Energie zu unterschiedlichen Anteilen aus folgenden Energieträgern (Eigenerzeugung):
- 51,3 % Kohle
- 25,6 % Kernenergie
- 12 % Erdgas
- 9,6 % Erneuerbare Energie mit „Herkunftsnachweisen“
- 1,5 % Sonstige fossile Energieträger

Es liegt im Geschäftsbericht 2020 sowie 2021 keine nähere Aufteilung der einzelnen Anteile vor.

### 2023
Die Ökostrom-Kunden wurden im Jahr 2023 von E.ON Deutschland mit Strom aus 100 % Erneuerbaren Energien beliefert, davon 49,1 % aus nach dem EEG geförderten Erneuerbaren Energien und 50,9 % aus Erneuerbaren Energien mit Herkunftsnachweisen.
Der verbleibende Energieträger-Mix von E.ON Deutschland  setzt sich aus einer Mischung von fossilen und regenerativen Energiequellen zusammen:
- 49,1 % aus Erneuerbaren Energien, gefördert nach dem EEG
- 2,7 % aus Erneuerbaren Energien mit Herkunftsnachweis, nicht gefördert nach dem EEG
- 34,5 % Kohle
- 10,7 % Erdgas
- 1,9 % Kernenergie
- 1,1 % Sonstige Fossile Energieträger

## Geschichte
Der erste Geschäftsführer der E.ON Energie Deutschland GmbH war Rolf Fouchier. Am 1. Februar 2015 trat Robert Hienz als Vorsitzender in die Geschäftsführung der Dachgesellschaft des E.ON Vertriebs in Deutschland ein. Im April 2018 übernahm Victoria Ossadnik. Seit 1. April 2021 ist Filip Thon in dieser Rolle tätig.